# Dębnik (województwo małopolskie)

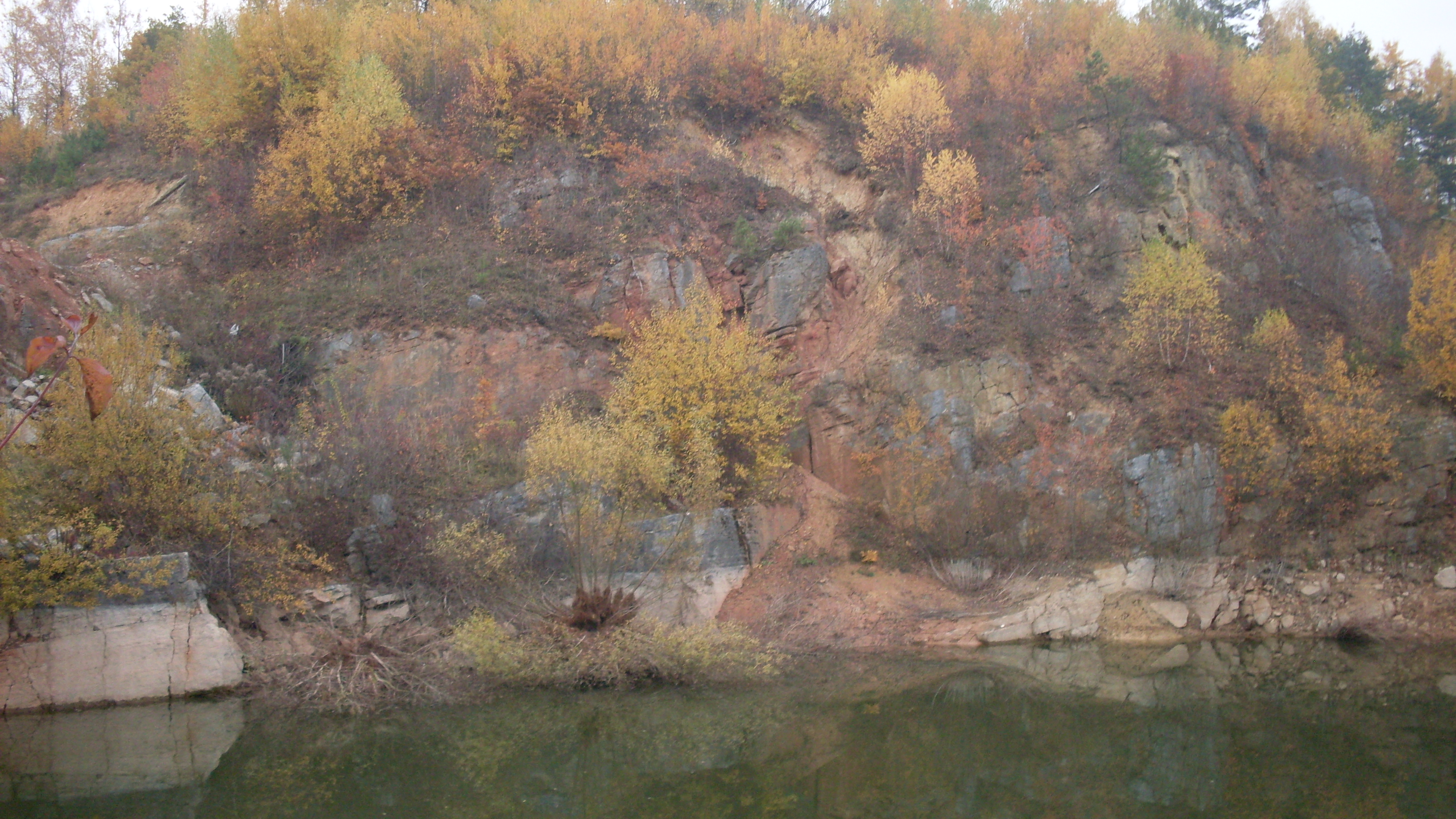
Karmelicka Góra – kamieniołom

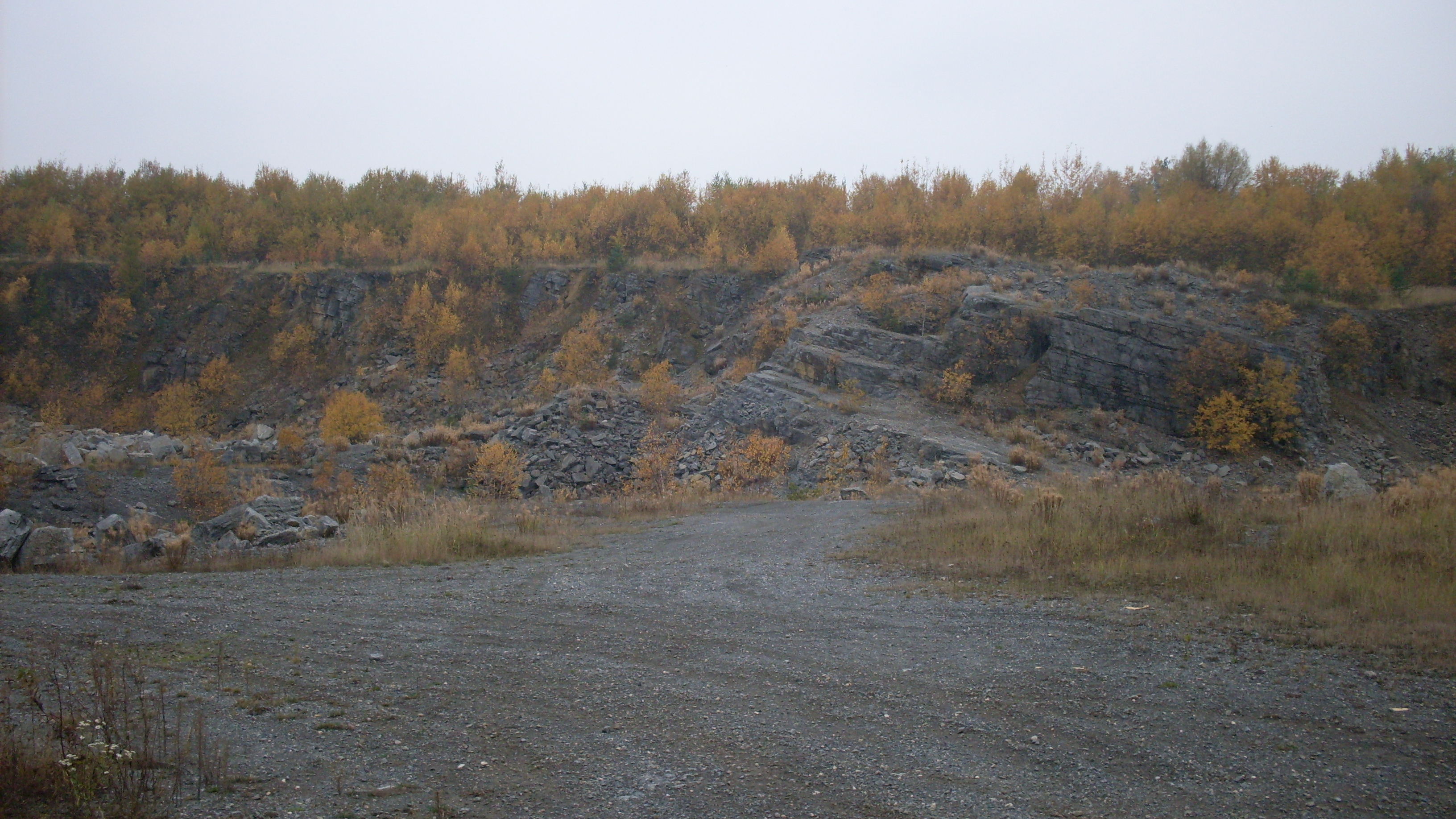
Kamieniołom Dębnik

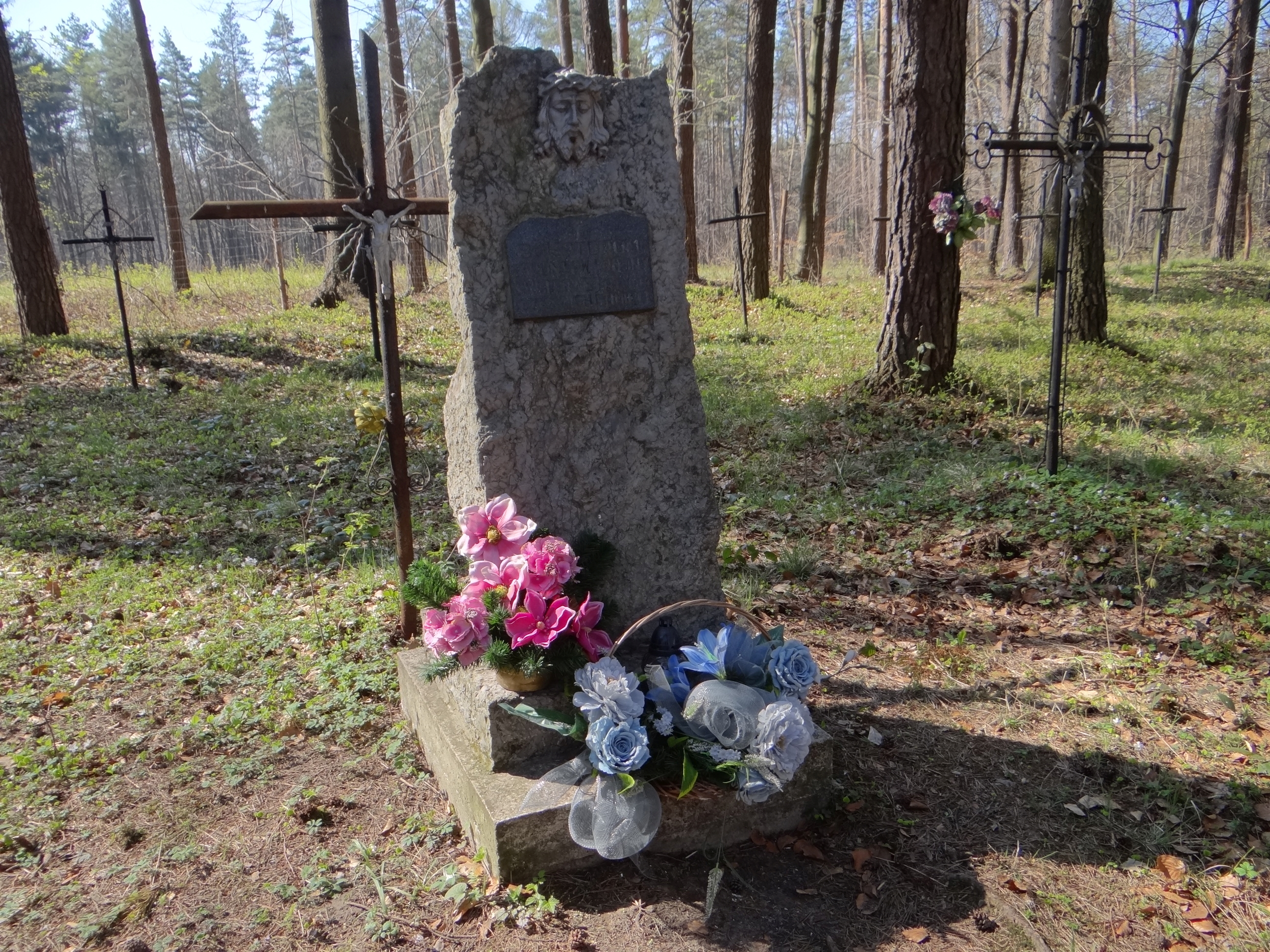
Cmentarz choleryczny

Dębnik – wieś w Polsce położona w województwie małopolskim, w powiecie krakowskim, w gminie Krzeszowice,  przy drodze powiatowej nr 2126K.
W latach 1975–1998 miejscowość administracyjnie należała do województwa krakowskiego.
Miejscowość położona jest na Wyżynie Krakowsko–Częstochowskiej. Pobliskie tereny włączone zostały do obszaru chronionego Parku Krajobrazowego Dolinki Krakowskie. Miejscowość usytuowana jest w pobliżu dolinek: Doliny Eliaszówki i Doliny Racławki oraz klasztoru w Czernej. Wokół Dębnika rozciągają się wzgórza tzw. Marmurowe Wzgórza.
W miejscowości znajdują się kamieniołomy tzw. czarnego marmuru dębnickiego (w rzeczywistości wapieni), którego złoża eksploatowane były od średniowiecza. Marmur był szczególnie popularny w XVII i XVIII w., gdy zdobiono nim wiele barokowych kościołów w Polsce (np. klasztor w Czernej, będący właścicielem kamieniołomu). Rejony eksploatacyjne znajdowały się m.in. na Borowej Górze (435 m; na pn.zach. od wsi) i Czerwonej Górze (445 m; na pd od wsi). Znajdowały się w nich dwa kamieniołomy Dębnik, Kamieniołom Siwa Góra, Kamieniołom Piaskowa Góra i Łom Karmelicki (Kamieniołom Karmelicka Gora).
W miejscowości znajduje się remiza OSP.

## Historia
- 1415 – dziedzic Trzebini Mikołaj Klauskezinger odkrył tutejszy marmur;
- 1422 – ukazała się pierwsza wzmianka o tutejszej osadzie niemieckiego historyka Hartmana Schädela;
- początek XVI w. – królowa Bona sprowadziła włoskich kamieniarzy;
- początek XVII w. – marmur dębnicki zaczęto wysyłać do Warszawy; Bartłomiej Stopano i Szymon Spadi zostali pierwszymi dzierżawcami kamieniołomów;
- 1628 – Agnieszka Firlejowa została właścicielką łomów (dzierżawcami pozostali ww. dwaj Włosi);
- połowa XVII w. – zarządcą został Adam Negowicz;
- 1661 – król Jan II Kazimierz Waza wydał przywilej kamieniarzom z Dębnika, zezwalający na prowadzenie prac kamieniarskich na terenie Polski i na Litwie;
- 1680 – z testamentu kamieniarza Adama Negowicza wynika, że duży majątek podarował plebanowi paczółtowickiemu, czemu ostro sprzeciwił się przeor klasztoru w Czernej o. Kryzus. Wtargnął on do domu zmarłego, pozabierał dobytek i efekcie doszło do gorszącego wieloletniego procesu[5];
- 1681 – administratorem łomów został Stefan Bystrzycki, który w pobliskich Paczółtowicach założył szkołę kamieniarską;
- 1689 – karmelici z Czernej wydzierżawili kamieniołomy na 20 lat mistrzom Pomanowi i Bielawskiemu;
- 1710 – karmelici przejęli administrację nad kamieniołomami;
- 1718 – karmelici ponownie wydzierżawili kamieniołomy Jackowi Zagórskiemu, Stanisławowi Bielawskiemu i Wojciechowi Maciejewskiemu;
- XVII/XVIII w. – wielkie zamówienia kamieniarskie dla krajowych i zagranicznych kościołów;
- 1720 – potwierdzono przywileje przez króla Augusta II;
- 1758 – ponowne potwierdzono je przez króla Augusta III;
- 30 czerwca 1787 – odbyła się wizyta króla Stanisława Augusta Poniatowskiego;
- 1787 – nastąpiła dzierżawa królewska; nowi włoscy kamieniarze to Domenico Schianta, Odoardo Gilli, Eliasz Galli i Leonardo Galli; nadzór sprawował ks. Sebastian Alojzy Sierakowski;
- 1794 – kierownikami łomu karmelitów zostali Leonard Galli, Mateusz Kuklewicz, Jan Galli i Ferdynand Kuhn;
- 1820 – Piotr Steinkeller został kierownikiem łomu; nastąpiło bankructwo kamieniołomów;
- 1893–1905 – nastąpiła dzierżawa łomów przez firmę Juliusz John i Spółka;
- 1914 – rozpoczęto budowę cmentarza cholerycznego, gdzie pochowano kilku żołnierzy austriackich (przy skrzyżowaniu dróg do Krzeszowic i Paczółtowic);
- 1925–1938 – dzierżawcą były Zakłady Terrabona i Terazzo „Schmaeidler” w Krzeszowicach;
- 1931 – współdzierżawcą został Zakład artystyczno–kamieniarski braci Trembeckich w Krakowie;
- 1933 – dzierżawcą kamieniołomu został Andrzej Ziębiński (1890 – 1977)
- 23 i 24 sierpnia 1944 – rozegrała się bitwa pomiędzy partyzantami polskimi i radzieckimi z Niemcami (pomnik w centrum wsi, mogiły na wzgórzu Widoma);
- 1945 – dzierżawcą kamieniołomu zostało Społeczne Przedsiębiorstwo Materiałów Budowlanych w Katowicach;
- 1945 – nastąpiło upaństwowienie kamieniołomów (Śląskie Kamieniołomy w Świdnicy, potem Kieleckie Zakłady Kamienia Budowlanego i Krakowskie Zakłady Kamienia Budowlanego);
- 1953 – rozpoczęto dokładne badania geologiczne łomów (szacowano wówczas zasoby na 768 tys. m³);
- 29 grudnia 1961 – uchwalono decyzję o utworzeniu obszaru górniczego Dębnik (powierzchnia obszaru wydobywczego wynosiła 234 094 m³). Kamieniołom dostarczał kamień łamany dla oddziału przeróbczego w Krzeszowicach, gdzie wytwarzano z niego grysy do lastrika i mączkę do produkcji tynków trwałych. Bloki marmuru wysyłano do Kielc, gdzie cięto je na płyty wykorzystywane w budowlach reprezentacyjnych, takich jak Pałac Kultury i Nauki, gmach Sejmu, MDM, warszawski Zamek Królewski, ambasada chińska oraz inne warszawskie obiekty. Marmur eksportowano również do Włoch i Egiptu;
- 1993 – zaprzestano wydobycia przemysłowego;
- 2011 – funkcjonowały dwa małe prywatne łomy – na cele artystyczno-rzeźbiarskie[6].

## Szlak turystyczny
- – szlak rowerowy z Krzeszowic przez Bartlową Górę, obok Diabelskiego Mostu w Dolinie Eliaszówki przez Dębnik i Siedlec do Krzeszowic.

Przebieg szlaku  Dolinek Jurajskich:
szlak prowadzi przez: Krzeszowice, Dolinę Eliaszówki, klasztor w Czernej, Dębnik, Dolinę Racławki, Paczółtowic, Żary, Szklary, fragment Doliny Będkowskiej, Dolinę Kobylańską, zabytkowy dwór z 3 ćw. XVIII w. w Karniowicach 26 km, Dolinie Bolechowickiej, Zelków, Wierzchowie, koło Jaskini Mamutowej i Jaskini Wierzchowskiej Górnej, Murowni, następnie przez Ojcowski Park Narodowy (węzeł szlaków), potem przez Dolinę Sąspowską, Sąspów, Kalinów, Maczugę Herkulesa, a szlak kończy swój bieg przy zamku Pieskowa Skała.